# Vass József (politikus)

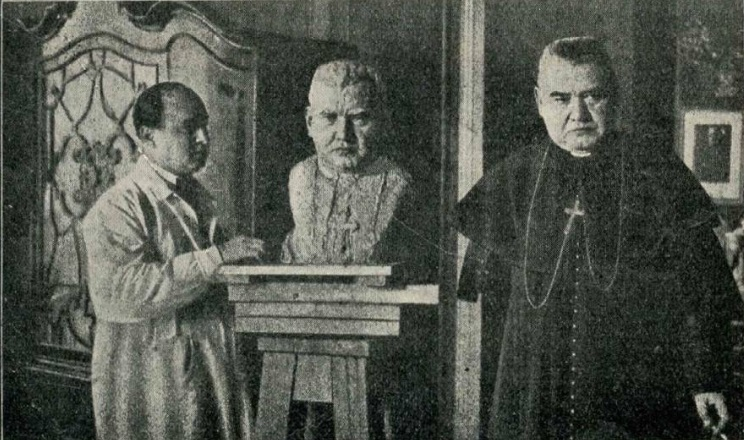
Vass József modellt áll Hűvös László szobrászművésznek 1928-ban.

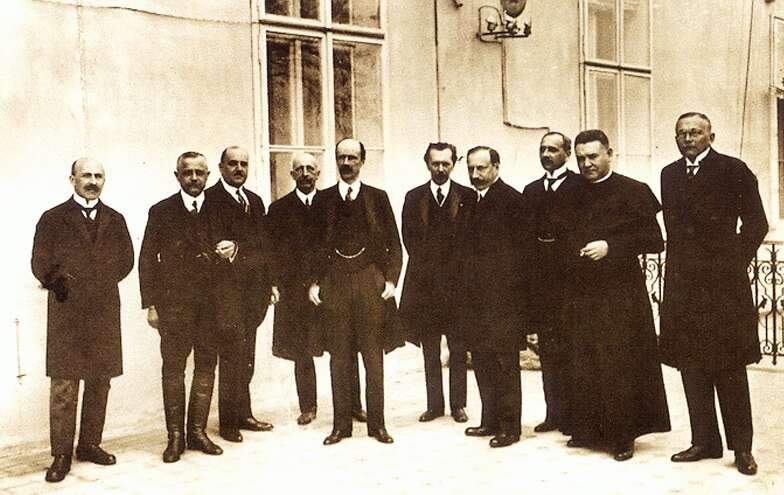
Vass József (a fényképen jobbról a második) a Bethlen-kormány tagjaként

Vass József (Sárvár, 1877. április 25. – Budapest, 1930. szeptember 8.) római katolikus pap, kalocsai nagyprépost, kereszténypárti politikus, a Bethlen-kormány népjóléti és munkaügyi minisztere.

## Élete
Rómában a Collegium Germanicum Hungaricumban végezte a teológiát. Pappá szentelése után Adonyban lett káplán. Rövid idő után Székesfehérvárra helyezték, ahol katolikus napilapot szerkesztett. 1911-ben a Szent Imre Kollégium igazgatója lett. 1917-től a pesti egyetem teológiai karán volt tanár. Az 1920-as választáson a sárvári kerületben mandátumot szerzett, majd tagja volt a fővárosi törvényhatósági bizottságnak is. Az 1923-as dunai árvíz idején ő szervezte a mentési és a helyreállítási munkálatokat. 1924. február 16-tól kalocsai nagyprépost. 1926-ban Esztergom díszpolgárának választották. A megyeri városrész érdekében tett erőfeszítéseiért Újpest város 1928-ban díszpolgárává választotta. Egyházi, közírói és publicisztikai tevékenységet is folytatott, rendszeres szónoka volt az 1920-as évek országos katolikus nagygyűléseinek. 

## Miniszterként
Az első Teleki-kormányban közélelmezési miniszter (1920. augusztus 15. – 1921. április 14.), valamint vallás- és közoktatásügyi miniszter (1920. december 16. – 1921. április 14.). A két királypuccs idején mint jó legitimista kapcsolatokkal rendelkező politikus közvetített Horthy és a király között. 1921. április 14-étől a Bethlen-kormány vallás- és közoktatásügyi minisztere volt, majd 1922. június 16-ától haláláig népjóléti és munkaügyi miniszter. Bethlen István kormányában általában ő helyettesítette a miniszterelnököt annak távolléte idején: Vass József 1921 és 1930 között összesen csaknem két és fél éven keresztül, (1925-től kezdve minden év kb. harmadában) töltötte be a miniszterelnök-helyettesi pozíciót.
Vass jegyezte az 1927-ben és 1928-ban megszületett szociálpolitikai törvényeket, amelynek pozitív hatását a városi munkásság döntő többsége élvezte. A lex Vass I (1927/XXI. tc Archiválva 2014. október 27-i dátummal a Wayback Machine-ben) megnövelte a betegségi és baleseti járadék összegét a háború előtti időszakhoz képest. A lex Vass II. (1928/XL. tc Archiválva 2014. október 27-i dátummal a Wayback Machine-ben.) pedig bevezette az öregségi, rokkantsági, özvegységi és árvasági ellátást és létrehozta az Országos Társadalombiztosítási Intézetet (OTI). A gazdasági világválság kirobbanása ugyanakkor megakadályozta a betegségi és baleseti biztosítás kiterjesztését a mezőgazdaságban dolgozók részére.

### Korrupciós ügyek
Halála után minisztériumában széles körű anyagi visszaéléseket lepleztek le. Államtitkára, Dréhr Imre az Öregségi Biztosítás Tartalékalapjával (az akkori nyugdíjbiztosítási alapból) bankkölcsönt vetetett fel, hogy 2,2 millió pengőért az egyik finanszírozó banktól albertfalvai építési telkeket vásároljon az alap azzal a céllal, hogy ott további 4,5 millió pengőért egy mintalakótelepet építsen. Az ügyletet a kortársak eleve erősen túlárazottnak tartották, ráadásul egy versenyeztetés nélkül kiválasztott, bonyolult alvállalkozói láncon keresztül történt a beruházás, a tényleges építési munkákat végző kisiparosokat pedig nem fizették ki. A vizsgálat során derült ki, hogy az addigra már elhunyt miniszter 25 ezer pengő kölcsönt vett fel rokonai megsegítésére, állami pénzen festette meg saját és államtitkára arcképét, a társadalombiztosítás pénzéből pedig luxusautót vásárolt magának és Dréhrnek, továbbá a különféle, főleg jugoszláviai menekülteknek szánt segélyalapokat a bulvársajtó egyes munkatársainak megvásárlására fordította. Vass szerepét az ügyekben részben kegyeleti okból, részben az egyházi reputáció védelme érdekében a korabeli hatalom igyekezett eltussolni. Az államtitkár a bírósági ítélet meghozatala előtt öngyilkosságot követett el.

## Főbb művei
- 1914 Azok az öregek. In: Kalauz – Körök, egyesületek, társulatok közlönye V/7, 169-171.
- Magyarok vigasztalása; Szt. István Társulat, Budapest, 1916
- Az én házam, az én váram. Népiratkák 311. Szent István Társulat Budapest, 1917
- Demokrácia; Katholikus Népszövetség, Budapest, 1917

### Fordítóként
- Szent Ágoston vallomásai, 1-2.; Élet, Budapest, 1917